# Wollige dopluis
Wollige dopluis is een benaming voor een aantal soorten bladluizen uit de familie Coccidea of dopluizen die weer tot de schildluizen behoren. Een andere benaming is pulvinale dopluis; het betreft soorten uit het geslacht Pulvinaria.
Wollige dopluizen vallen op door de witte, wasachtige eierzakken die de luis in de zomer achterlaat op bladeren of takken. De rest van het jaar zijn de luizen vrijwel onzichtbaar, omdat ze bruin van kleur zijn, heel erg plat en zich stevig vastmaken aan de tak waar ze op leven. De luizen zijn te zien als kleine, bruine 'plaatsjes'. De schade bestaat uit ontsierende plekken op planten en een groeiachterstand doordat de luizen het sap van de planten zuigen. Wollige dopluizen vormen slechts één generatie per jaar, maar elke luis kan voor ongeveer 1000 nakomelingen zorgen.
Enkele soorten:
- Pulvinaria flocciflera (lange wollige dopluis)
- Pulvinaria hydrangeae
- Pulvinaria regalis (koningsdopluis)
- Pulvinaria vitis (druivendopluis)